# Horisme wanquana
Horisme wanquana là một loài bướm đêm trong họ Geometridae.